# 秋葵
秋葵（學名：Abelmoschus esculentus），一种锦葵科、秋葵属的一年或多年生草本植物，是人类通过选择性育种改良而成的栽培植物，又称黄秋葵、咖啡黃葵、糊麻、补肾草、羊角椒，其果实常被称作羊角豆或潺茄。秋葵的确切起源尚不清楚，通常认为原产于非洲西部至埃塞俄比亚一带。现已广泛种植于全球的热带、亚热带和暖温带地区，性喜温暖，耐高温和干旱。
秋葵的未成熟嫩果可作蔬菜食用，口感软糯粘滑，富含蛋白质、脂肪、碳水化合物、钙、磷、铁及多种维生素，可助人消除疲勞，快速恢復體力。种子呈球形，含油量达15–20%，油内含少量棉酚，有轻微毒性，但经高温处理后可供食用或工业用，成熟种子炒熟磨粉後可作为咖啡的替代品，因此秋葵又被通称为咖啡黄葵。
《本草纲目》中记载的黄蜀葵（Abelmoschus manihot）是秋葵的同属近亲，原产于中國南部等地，人们常将其与秋葵混淆。

## 起源与分布
绝大多数原始形态的秋葵及其野生近亲都发现于非洲，因此就现有证据而言，秋葵的原产地是非洲，可能来自撒哈拉沙漠以南的萨赫勒地区（从马里向东至埃塞俄比亚）。许多资料都将印度列为秋葵的原产国，但这更可能反映出它目前的栽培和出产情况，在印度及波斯地区的古代语言中，没有用来表示秋葵的词语，这表明秋葵可能并非起源于印度。然而，《东非热带植物志》中的相关记述却表示，秋葵几乎可以肯定起源于热带亚洲，而不是一些资料中所述的非洲。
秋葵通过奴隶贸易被引入美洲，现已广泛栽培于全球的热带、亚热带及温带地区，作为食物而在非洲、印度、菲律宾、泰国、巴西、土耳其、西班牙和美國南部受到欢迎，并已在某些野外地区归化。

## 形態特征
秋葵为一年或多年生草本植物，能长到2米高。茎圆柱形，疏生散刺。叶片直径10–30厘米，呈掌狀分為3–7裂，边缘有粗齿及凹缺，两面均被稀疏硬毛；叶柄长7–15厘米，被长硬毛；托葉呈线形，长7–10毫米，被稀疏硬毛。花期在5–9月间。花单生于主枝叶腋间，呈浅黄色，内面基部紫色，直径4–8厘米；花瓣倒卵形，长4–5厘米；花梗长1–2厘米，被稀疏的粗糙硬毛；小苞片8–10个，线形，长约1.5厘米，被稀疏硬毛；花萼呈钟形，较长于小苞片，密被星状短绒毛。结筒状尖塔形蒴果，长10–25厘米，直径1.5–2厘米，被稀疏的粗糙硬毛，顶端细长而尖，横截面多呈五边形或六边形，内部有多达100个直径4–5毫米的圆球状种子。
|  |  |  |

## 生产季节
秋葵宜在春季3–4月間或秋季8–9月間播種，不可延遲至冬季，倘遇寒流，將嚴重影響產量。每年5–8月為生產旺季，但夏季氣溫高時，秋葵的生長速度快，易於老化。冬季天冷，生長較緩，因此每年12月至次年5月間產量較少。

## 经济价值

### 食用
秋葵的未成熟果实具有独特的味道与口感，富含纤维、矿物质、钙和维生素，在非洲、中东、印度和加勒比海地区被广泛用于烹饪，在美國南部也很受歡迎。果实一般会被煮熟食用，也可油炸、蒸、烤、捣碎或生吃，常用来制作汤、酱汁、炖菜、咖哩与沙拉，并能通过腌制、晒干或磨成粉末的方式长期保存。果实被烹饪时会析出粘稠的汁液，可增稠酱汁或增加汤的光滑度。在印度，这种粘液也被用于加工糖果和澄清甘蔗汁以制造糖蜜。秋葵果实粘稠的口感并不符合每个人的喜好，可放进盐水中烹煮来减少粘液。
秋葵的嫩叶可作为蔬菜食用，特别是在西非和东南亚。当食物短缺时，秋葵的花蕾和花瓣亦会被食用。
秋葵的种子通常作为豆类的替代品，放入米饭和汤中食用，在印度会被拌入咖哩和酸辣酱中食用，在尼日利亚还会被制成一种名为“dandawan betso”的食物。经过烘烤的秋葵种子被磨碎後，在某些地区用以替代咖啡，并被认为是最好的咖啡替代品之一，曾在中美洲、非洲和马来西亚得到广泛应用。

### 药用
秋葵的叶子和未成熟的果实长期以来被用于制作膏药，据信可以止痛、滋润皮肤、诱导出汗、预防壞血病和治疗泌尿系统疾病。果实内的粘液被用为血浆替代品和血容量扩充剂，该粘液是将秋葵嫩果切成片放入水中煮熟後取得，属於酸性多糖物质，由半乳糖醛酸、鼠李糖和葡萄糖组成，过热时容易分解。
在刚果共和国，人们用秋葵叶制成的汤汁来缓解心脏疼痛，并促进产妇分娩；在马来半岛，秋葵根被用来治疗梅毒。

### 其他用途
秋葵茎皮含有柔滑的纤维，易于提取，颜色为白色到黄色，质地强韧但较粗糙，可制成纱线、绳索或麻袋，在西非热带地区被用来制造钓鱼线、捕猎陷阱和吊床，并且还可用于制造纸张和纸板。此外，秋葵的叶子，以及种子制成的饼可用作牛饲料。在中國，秋葵果实内的粘液还被用为纸张增滑剂。

## 圖冊
- 秋葵种植园
- 生长7天的秋葵子叶
- 秋葵的花
- 秋葵果实的横截面

## 外部連結
- 维基共享资源上的相關多媒體資源：秋葵
- 維基物種上的相關：秋葵
- 黄秋葵, huangqiukui 黄秋葵栽培技术（繁體中文）（英文）
- West African plants（西非植物攝影指南）中有關秋葵的資料（英文）